# 李振权
李振权（1928年—），男，汉族，广东梅县人，中国肿瘤学家，曾任中山医科大学教授、博士生导师，第六届全国人大代表。